# María del Mar Prieto Ibáñez
María del Mar Prieto Ibáñez (* 1. März 1969 in Madrid) ist eine ehemalige spanische Fußballspielerin.

## Karriere

### Vereine
Mar Prieto schloss sich im Alter von 20 Jahren der im Jahr 1989 erstmals eingerichteten Frauenfußballabteilung von Atlético Madrid unter dem Namen Atlético Villa de Madrid in der Liga Nacional, der höchsten Spielklasse im spanischen Frauenfußball an. Nach zwei Jahren für den Verein, mit dem sie am Ende der ersten Saison die Meisterschaft gewann und am Ende der zweiten Saison bis ins Pokalfinale vordrang, verließ sie diesen. Für den im Stadtbezirk Villaverde ansässigen Verein CD Oroquieta Villaverde aus Madrid, spielte sie bis Saisonende 1997/98 stets erstklassig, ab der Saison 1996/97 in der División de Honor, der Nachfolgerin der Liga Nacional. Während ihrer achtjährigen Vereinszugehörigkeit gewann sie je zweimal die Meisterschaft und den nationalen Vereinspokal. Darüber hinaus wurde sie zweimal Zweiter der Meisterschaft und erreichte drei weitere Male das Pokalfinale.
Nach Japan gelangt, war sie in der Saison 1998/99 für den in Kyōto ansässigen Bunnys Kyoto SC aktiv, bevor sie nach Spanien zurückkehrte. In der Saison 1999/2000 spielte sie ein zweites Mal für den CD Oroquieta Villaverde, danach zwei Jahre lang für den AD Torrejón CF, bevor sie zur Saison 2002/03 von der UD Levante verpflichtet wurde. Mit dem Verein aus Valencia, in der erstklassigen Superliga vertreten, gewann sie je zweimal die Meisterschaft und den nationalen Vereinspokal.
Nach Madrid zurückgekehrt, spielte sie von 2005 bis 2008 für Atlético Madrid, bevor sie (vorerst) ihre Spielerkarriere beendete. In der Saison 2014/15 trat sie in der  für die Zweitvertretung des Madrid CFF in Erscheinung, bevor sie endgültig ihre Spielerkarriere beendete.

### Nationalmannschaft
Mar Prieto bestritt für die A-Nationalmannschaft in einem Zeitraum von zwölf Jahren 62 Länderspiele, in denen sie 30 Tore erzielte. Mit ihr nahm sie an der vom 29. Juni bis zum 12. Juli 1997 in Norwegen und Schweden ausgetragenen Europameisterschaft teil und bestritt alle drei Spiele der Gruppe A sowie das mit 1:2 verlorene Halbfinale gegen die Nationalmannschaft Italiens. 

## Erfolge
UD Levante
- Zweiter der Meisterschaft 2003, 2005
- Spanischer Pokalsieger 2004, 2005

CD Oroquieta Villaverde
- Spanischer Meister 1993, 1994
- Zweiter der Meisterschaft 1995, 1996
- Spanischer Pokalsieger 1992, 1995
- Spanischer Pokalfinalist 1993, 1994, 1996

Atlético Villa de Madrid
- Zweiter der Meisterschaft 1991
- Spanischer Meister 1990